# 부산 카파 FC
부산 카파 FC(Busan Kappa Futsal Club)는 대한민국 부산광역시에 있었던 풋살 선수단이다. 카파코리아가 운영했던 남자 세미프로 풋살단이며, 2014년에 창단되었고 2016년에 해단되었다.

## 선수 명단

### 현재 선수단
참고: FIFA 자격 규정에 따라 소속된 국가대표팀 국기를 표시합니다. 선수는 복수의 FIFA 비회원국 국적을 가지고 있을 수 있습니다.
| 번호 | 포지션 | 국적 | 이름   |
| ---- | ------ | ---- | ------ |
| 1    | GK     |      | 임수동 |
| 2    | DF     |      | 이수봉 |
| 3    | MF     |      | 김원준 |
| 5    | MF     |      | 김세훈 |
| 6    | MF     |      | 이승우 |
| 8    | FW     |      | 박성범 |
| 9    | FW     |      | 정현진 |
| 10   | FW     |      | 이경수 |
| 11   | MF     |      | 김성철 |
| 12   | MF     |      | 조기승 |
| 14   | MF     |      | 정용기 |
| 21   | GK     |      | 김득환 |
| 22   | DF     |      | 조성래 |
| 23   | MF     |      | 박준현 |
| 25   | DF     |      | 김재영 |
| 27   | MF     |      | 조현동 |
| 31   | GK     |      | 김성태 |

## 참고 문헌
- “스포츠지원포털 등록 현황”. 대한체육회.
- “KFA 통합경기정보 시스템”. 대한축구협회.